# 扬帕河
扬帕河（英語：Yampa River）是科罗拉多州西北部的一条河流，长约402km。扬帕河是格林河的支流，科罗拉多河的二级支流，在科罗拉多州境内的流域面积排行第二。

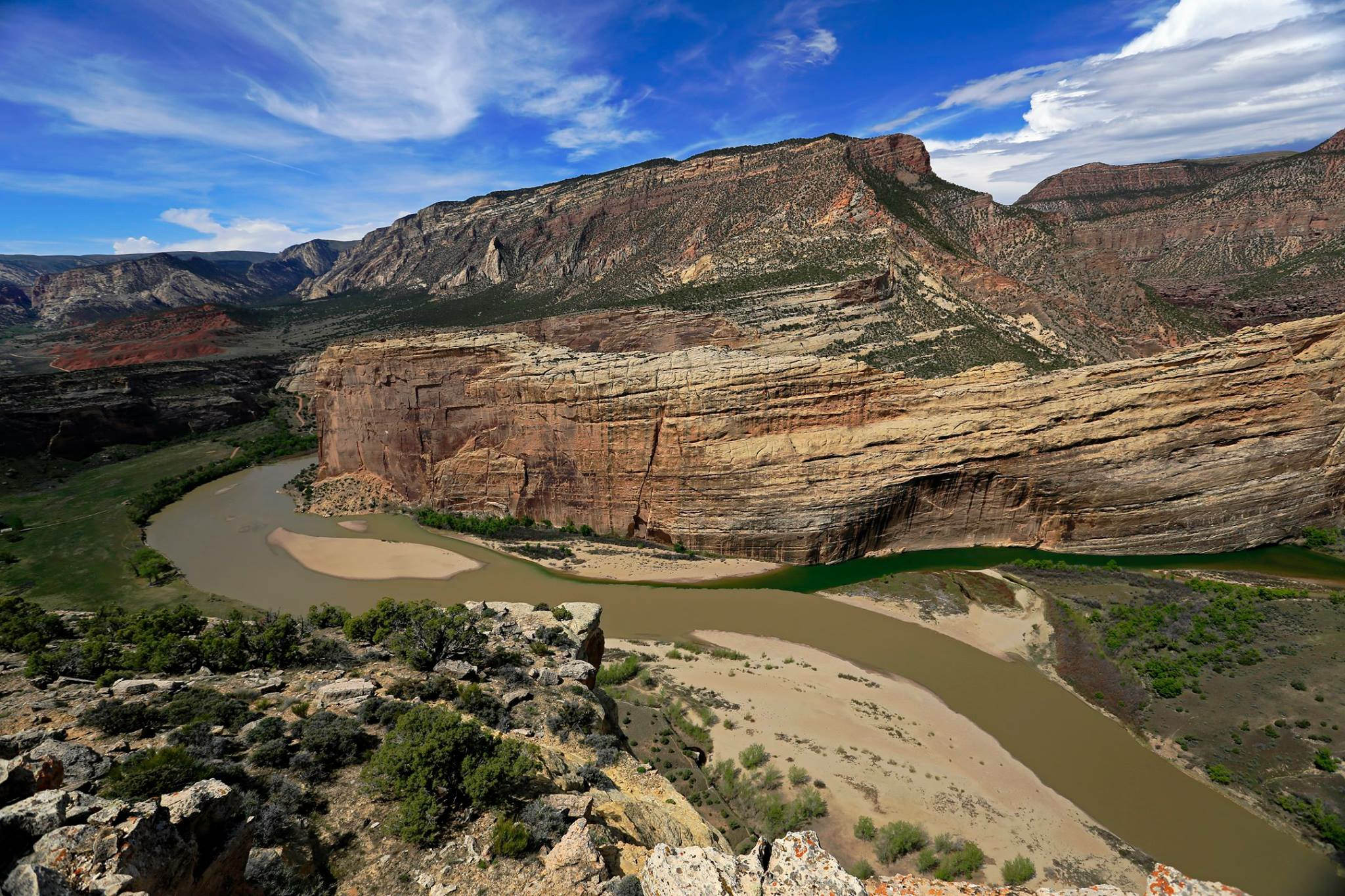
格林河與揚帕河（下）交界

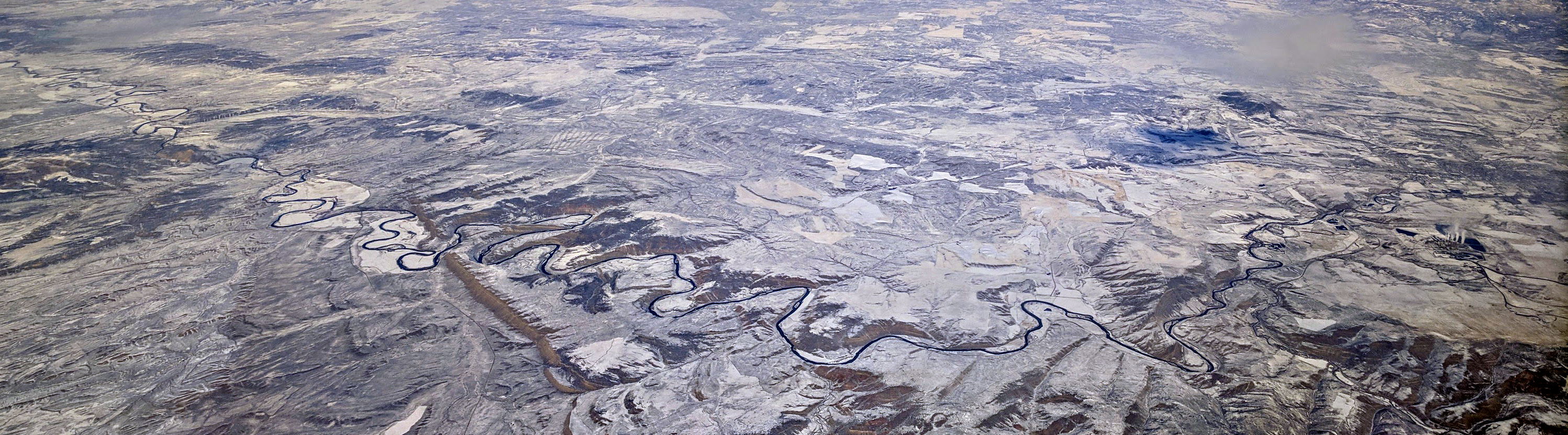
高空俯瞰揚帕河南段